# 药蜀葵
药蜀葵（学名：Althaea officinalis）为锦葵科蜀葵属下的一个种。是歐洲、西亞和北非原生的多年生植物，亦產於中國大陸新疆塔城縣依滅勒河沿岸。

## 用途
药蜀葵富含多种天然抗氧化成份，可以对抗自由基的侵害，是护肤品中的天然原料。
药蜀葵提取物因富含黄酮类化合物，对紫外线有很好的防护作用，可作为防晒剂用于化妆品；对组织蛋白酶有活化作用，对纤维芽细胞有增殖作用，兼之对超氧自由基的消除，可增强皮肤新陈代谢，有抗衰作用；对κB受体活化有抑制作用，反映抗炎能力；同时具有优秀的保湿能力。
藥蜀葵的根亦可作為藥用，古埃及的醫師會抽取其根搾取其汁來紓緩喉痛和咳嗽。

## 扩展阅读
- 維基物種上的相關：药蜀葵